# 秀麗紅脅鱥
秀麗紅脅鱥（学名：Richardsonius egregius）为輻鰭魚綱鯉形目雅羅魚科的其中一種，分布於北美洲美國加州北部及內華達州西部，本魚體形細長，眼睛大，口端位，體背部橄欖綠、身體銀色，繁殖期時雄魚具紅色條紋，胸鰭尖端幾乎到達腹鰭的基部，尾巴呈深叉狀，背鰭有7-8條鰭條，臀鰭有8-10條鰭條，體長可達17公分，棲息在水流緩慢的溪流或湖泊表面，以昆蟲、甲殼類為食，繁殖季節從5月下旬持續到8月，其中高峰期出現在6月下旬，會在湖邊或底部有沙子和礫石的溪流池中尋找淺水，然後在底部上方形成20-100條魚的漩渦群，雌魚將卵產在沙石上。